# Eurialo (argonauta)
Eurialo (in greco antico: Εὐρύαλος?) è un personaggio della mitologia greca. Fu uno degli Argonauti e partecipò alla guerra di Troia.

## Genealogia
Figlio di Mechisteo re di Argo.

## Mitologia
Era uno dei sette Epigoni che dopo la morte di suo padre Mechisteo, caduto nella guerra dei  sette contro Tebe, cercò di vendicarlo ritentando lui stesso l'impresa.
Quando Giasone in seguito partì alla caccia del vello d'oro, chiedendo l'aiuto di tutti gli eroi disponibili all'epoca, Eurialo rispose all'appello salpando con lui sulla nave Argo.

### Dopo le avventure degli Argonauti
Durante la guerra di Troia, accompagnò Diomede, figlio di Tideo e di Deipile, e Stenelo figlio di Capaneo. Tra i troiani da lui uccisi ci furono i due figli di Bucolione.